# Édouard Bouillière
Édouard Bouillière, né le 11 mai 1900 à Lille et mort le 15 mars 1967 à Toulouse est un peintre paysagiste français.

## Biographie
Originaire d'une famille périgourdine, Édouard Bouillière est né à Lille en 1900. Après avoir suivi des études à Auch, il entre à l'École des beaux-arts de Toulouse où il côtoie Marc Saint-Saëns, André Arbus et Joseph Monin.
Il passe un an à Paris et revient à Toulouse où il expose à la Galerie Chappe-Lautier à partir de 1917 et au Salon des Artistes méridionaux à partir de 1921. Il est nommé professeur à l'Ecole des beaux-arts de Toulouse le 11 janvier 1934.
Mobilisé en 1939, il est interné en Suisse en 1940 et rentre à Toulouse en 1941 .
Il est président de la Société des artistes méridionaux de 1950 à 1967.

## Œuvres

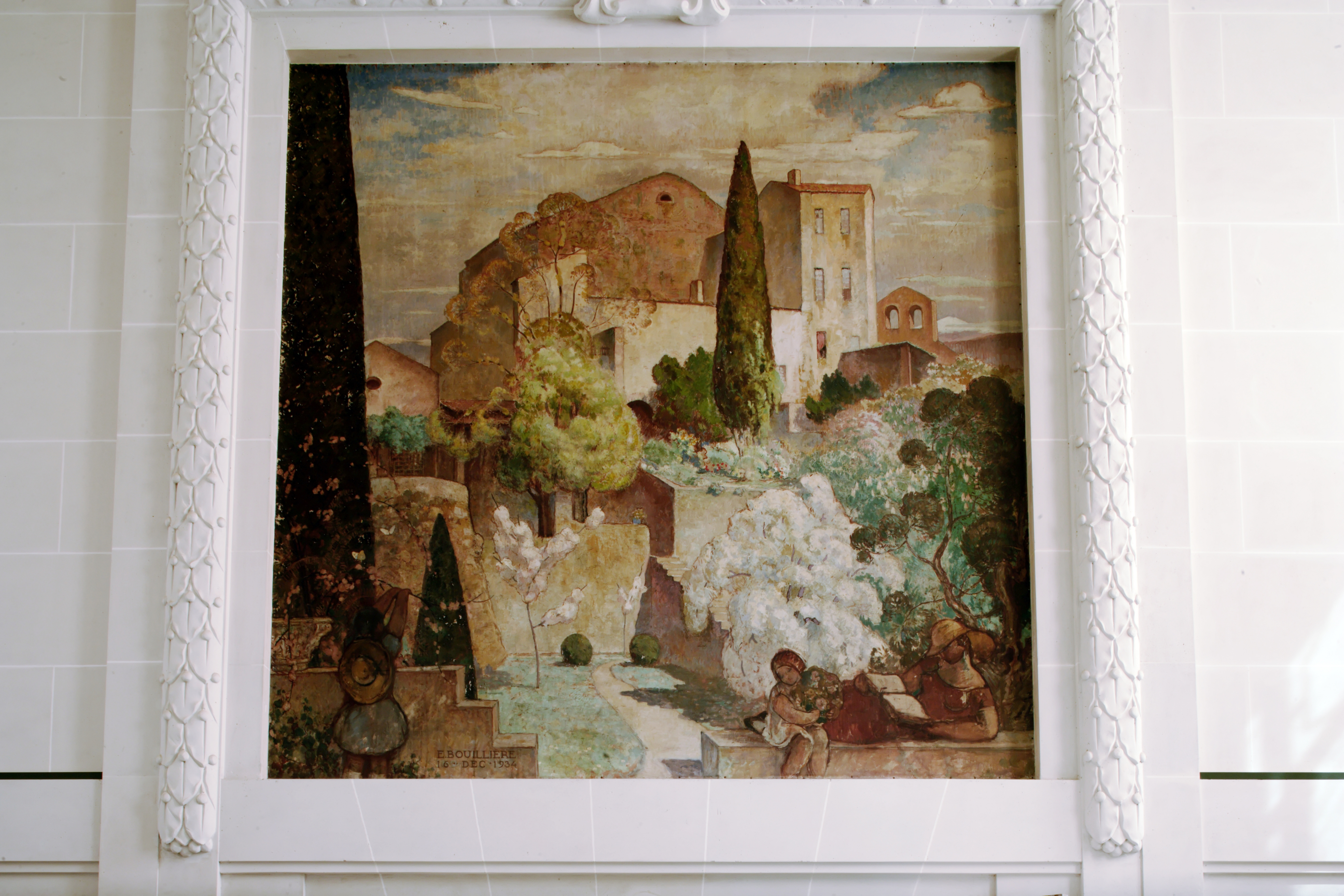
La Lecture (1934)
Bibliothèque de Toulouse

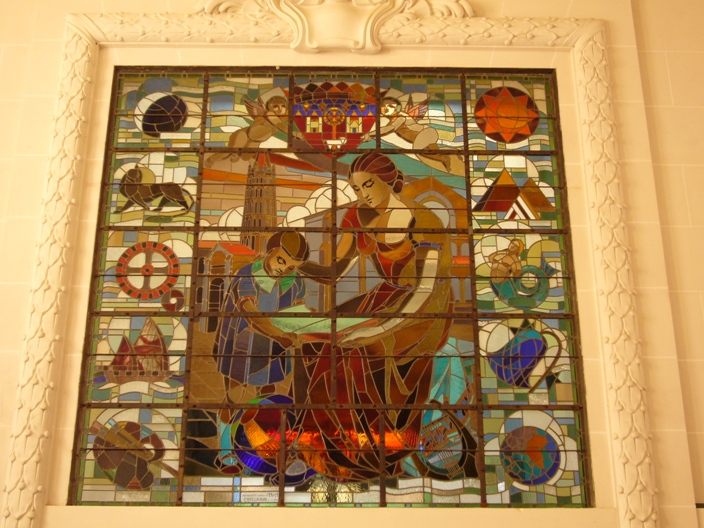
l'éducation de l'enfance
vitrail, bibliothèque de Toulouse
NB : la photo est à l'envers, cf. l'orientation de l'agneau du blason et la carte de l'Afrique sur le globe terrestre. Prière de rectifier, par exemple en utilisant la photo de l'article André Rapp.

Ses œuvres de jeunesse sont très influencées par l'Art déco. Utilisant sépias, gouache et aquarelle, il a beaucoup représenté les paysages et les villes de la région du Languedoc dans la lignée du courant post-impressionniste. Bien que plus à l'aise dans la réalisation d'œuvres de petit format, il a également participé à la réalisation des décors de deux bâtiments majeurs des années 30 à Toulouse : le Parc municipal des sports et la Bibliothèque municipale. En temps qu'illustrateur il est l'auteur de plusieurs affiches pour des expositions des peintres toulousains, collaborateur de l'Illustration et aussi auteur des 61 aquarelles originales de l'ouvrage de Pierre Benoit l'Atlantide en 1919.
En 1937 la société des grands cafés de Toulouse lui confie la décoration du "Lafayette"

### Œuvres publiques
- Les Arènes d'Arles, Musée des Augustins, 1920-1967
- Les Balcons de la rue Mage, Musée des Augustins, vers 1932
- Le Triomphe d'Amphitrite, Parc Municipal des Sports de Toulouse,
- La Lecture, Bibliothèque municipale de Toulouse, 1934
- L'Éducation de l'enfance, carton du vitrail réalisé par le maître verrier Rapp pour la bibliothèque municipale de Toulouse, 1935
- La Porte Miègeville à Saint-Sernin et le marché aux puces, Musée du Vieux Toulouse, vers 1935
- Nature morte aux coquelicots, Musée des Augustins, 1941
- Ensemble d'aquarelles sur papier représentant le Musée des Augustins, Musée des Augustins, vers 1944
- Lapeyrere, Musée des Augustins, vers 1954
- Le Vieux Montauban, Musée des Augustins, vers 1967

## Signature

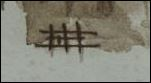
Monogramme

Les peintures et aquarelles sont signées du nom complet, les sépias et dessins du monogramme. Le caractère particulier de la signature a donné naissance a un avatar Emiel Houillière (peintre fictif) auquel sont attribuées de nombreuses œuvres d'Édouard Bouillière.